# Power Unlimited
Power Unlimited (vaak afgekort als PU) is een maandblad en website over computerspellen. Power Unlimited brengt nieuws, achtergronden en beoordelingen van computerspellen. Het tijdschrift wordt verkocht in Nederland en België.

## Geschiedenis
De eerste Power Unlimited verscheen in juli 1993. Voordat PU intern bij de VNU Media kwam, werden de eerste nummers gemaakt in de huiskamer van Bjørn Bruinsma. Het redactieteam bestond uit Adam Eeuwens, Ben de Dood, Kees de Koning, Michael Schaefer en Bjørn Bruinsma zelf. Pas na een half jaar kreeg de redactie hun eigen kamer bij de VNU.
Door de jaren heen is Power Unlimited gegroeid tot het grootste gamesmagazine in de Benelux. Het magazine was ook een van de partners die samen het jaarlijkse evenement Gameplay organiseerden.
Sinds 2003 hebben een aantal voormalig redacteuren een functie als presentator in het televisieprogramma Gamekings dat tot maart 2011 werd uitgezonden door TMF Nederland en daarna door MTV. Hierin bespreken en beoordelen ze wekelijks diverse videogames. Een van de hoogtepunten is het jaarlijkse bezoek van de E3, waarvan jaarlijks een dvd werd uitgegeven. Tegenwoordig komen er geen PU-dvd's meer, maar worden alle video's op de video-website YouTube gezet als onderdeel van PU-tv.
Power Unlimited introduceerde ook een eigen prijsuitreiking, de Power Unlimited Game Awards. In 2005 en 2006 werd hierbij samengewerkt met TMF en heette het evenement de TMF Game Awards.
Vanaf 1 november 2007 werd Power Unlimited uitgegeven door HUB Uitgevers nadat deze het blad (met een aantal andere bladen) had overgenomen van VNU Media.
In augustus 2013 werd bekend dat HUB Uitgevers failliet was gegaan. Dat dit niet het einde van Power Unlimited hoefde te zijn bleek uit de berichtgeving dat in september een doorstart werd gemaakt waarbij ook weer een plaats was voor Power Unlimited bij het nieuwe Reshift Digital.
In 2017 stopte Jan Meijroos als (hoofd)redacteur. Hij gaf aan graag een afsluitende blog op de website te hebben geplaatst, 'maar blijkbaar is er anders besloten'.
Ook had PU in 2017 een e-sportsteam genaamd Team Power Unlimited dat bestond uit vier spelers die actief waren in Rocket League.
In 2018 ging het blad terug van 12 nummers naar 11 nummers per jaar, door in de zomer een maand over te slaan. Het tijdschrift ging in 2021 wederom een nummer terug in het aantal uitgaven per jaar en per 2025 met nogmaals twee edities, waardoor er vanaf dat jaar nog maar acht nummers verschijnen.
Ter ere van het dertigjarige jubileum van het tijdschrift werden speciale producties gepubliceerd en activiteiten georganiseerd. Zo werd er onder andere een collectieboek over dertig jaar gamehistorie uitgegeven en een tentoonstelling over dertig jaar PU en gamehistorie georganiseerd in het Nederlands Instituut voor Beeld en Geluid.

## Medewerkers
Bekende medewerkers waren onder anderen radio-dj en oprichter van het platenlabel Top Notch Kees de Koning (1993-2000), rapper Richard Simon (1996-2005, 2024-heden), journalist Niels 't Hooft (2005-2006) en Jan Meijroos (1997-2017).

## PU Live
PU Live was een livetalkshow van de Power Unlimited. En kende meerdere vormen.

## Powerpraat
Powerpraat is de talkshow/podcast over met name games. De eerste Powerpraat ging over de E3 van 2018. De eerste 2 afleveringen werden in een speciaal voor dit programma ingerichte studio opgenomen. In 2019 was er een speciale Powerpraat waarin de toenmalige eindredacteur centraal stond. Dit naar aanleiding van het 300ste nummer van het blad. Deze aflevering werd opgenomen in de studio waarin ook Ranking The Helpdesk wordt opgenomen. In 2019 verhuisde de studio naar de redactieruimte. Ook de opzet van het programma veranderde. 
In 2018 en begin 2019 waren er thema uitzendingen. 
Pas vanaf de 2de helft van 2019 werd een wekelijkse show met de huidige presentatoren en gasten.
In de coronaperiode werd de show Vanuit de huiskamers en/of werkkamers uitgezonden.
Daarna werd de studio weer gebruikt.
Tjeerd en zijn team gebruiken vrijwel altijd de studio.
Martin en zijn team maken zo nu en dan gebruik van de studio.

### Seizoenen
- 2018 - Seizoen 1
- 2019 - Seizoen 2
- 2020 - Seizoen 3
- 2021 - Seizoen 4
- 2022 - Seizoen 5
- 2023 - Seizoen 6
- 2024 - Seizoen 7
- 2025 - Seizoen 8

### Presentatie
- Martin Verschoor (seizoen 1 – heden & specials)
- Tjeerd Lindeboom (seizoen 1 – heden)
- Lucas May (invaller seizoen 2 en 3)
- Cody (invaller vanaf seizoen 4)
- Jacco (invaller)

### Uitzendtijden
- Een aflevering van Powerpraat zal +/- een uur moeten duren. De meeste afleveringen duren meer dan een uur.

## Jaargangen en nummering
- Jaargang 1, 1993 (#1 t/m #5)
- Jaargang 2, 1994 (#6 t/m #16)
- Jaargang 3, 1995 (#17 t/m #27)
- Jaargang 4, 1996 (#28 t/m #38)
- Jaargang 5, 1997 (#39 t/m #49)
- Jaargang 6, 1998 (#50 t/m #60)
- Jaargang 7, 1999 (#61 t/m #72)
- Jaargang 8, 2000 (#73 t/m #84)
- Jaargang 9, 2001 (#85 t/m #96)
- Jaargang 10, 2002 (#97 t/m #108)
- Jaargang 11, 2003 (#109 t/m #120)
- Jaargang 12, 2004 (#121 t/m #132)
- Jaargang 13, 2005 (#133 t/m #144)
- Jaargang 14, 2006 (#145 t/m #156)
- Jaargang 15, 2007 (#157 t/m #168)
- Jaargang 16, 2008 (#169 t/m #180)
- Jaargang 17, 2009 (#181 t/m #192)
- Jaargang 18, 2010 (#193 t/m #204)
- Jaargang 19, 2011 (#205 t/m #216)
- Jaargang 20, 2012 (#217 t/m #228)
- Jaargang 21, 2013 (#229 t/m #240)
- Jaargang 22, 2014 (#241 t/m #252)
- Jaargang 23, 2015 (#253 t/m #264)
- Jaargang 24, 2016 (#265 t/m #276)
- Jaargang 25, 2017 (#277 t/m #288)
- Jaargang 26, 2018 (#289 t/m #299)
- Jaargang 27, 2019 (#300 t/m #310)
- Jaargang 28, 2020 (#311 t/m #321)
- Jaargang 29, 2021 (#322 t/m #331)
- Jaargang 30, 2022 (#332 t/m #341)
- Jaargang 31, 2023 (#342 t/m #350)
- Jaargang 32, 2024 (#351 t/m #361)
- Jaargang 33, 2025 (#362 t/m )